# Championnats du monde de cyclisme sur route 2021
Navigation
Imola 2020 Wollongong 2022
Les Championnats du monde de cyclisme sur route 2021, quatre-vingt-huitième édition des Championnats du monde de cyclisme sur route, ont lieu du 19 au 26 septembre 2021 en Flandre, en Belgique. La Belgique accueille pour la dixième fois les championnats du monde sur route, dix-neuf ans après Zolder en 2002.
La Région flamande accueille pour la septième fois les mondiaux, alors que cette édition marque les cent ans des premiers championnats du monde disputés à Copenhague uniquement par des amateurs. Les épreuves contre-la-montre ont lieu entre Knokke-Heist et le centre historique de Bruges. Le départ des courses en ligne est prévu à Anvers et l'arrivée à Louvain.

## Programme
Source
| Date                                      | Événement              | Ville départ | Ville arrivée | Distance |
| ----------------------------------------- | ---------------------- | ------------ | ------------- | -------- |
| Contre-la-montre individuel               |                        |              |               |          |
| 19 septembre                              | Élite hommes           | Knokke-Heist | Bruges        | 43,3 km  |
| 20 septembre                              | Moins de 23 ans hommes | Knokke-Heist | Bruges        | 30,3 km  |
| 20 septembre                              | Élite femmes           | Knokke-Heist | Bruges        | 30,3 km  |
| 21 septembre                              | Junior femmes          | Knokke-Heist | Bruges        | 19,3 km  |
| 21 septembre                              | Junior hommes          | Knokke-Heist | Bruges        | 22,3 km  |
| Contre-la-montre par équipes relais mixte |                        |              |               |          |
| 22 septembre                              | Relais mixte           | Knokke-Heist | Bruges        | 44,5 km  |
| Course en ligne                           |                        |              |               |          |
| 24 septembre                              | Junior hommes          | Louvain      | Louvain       | 121,8 km |
| 24 septembre                              | Moins de 23 ans hommes | Anvers       | Louvain       | 160,9 km |
| 25 septembre                              | Junior femmes          | Louvain      | Louvain       | 75,0 km  |
| 25 septembre                              | Élite femmes           | Anvers       | Louvain       | 157,7 km |
| 26 septembre                              | Élite hommes           | Anvers       | Louvain       | 268,3 km |

## Podiums

### Épreuves masculines
| Épreuves                             | Or                    | Or | Or              | Argent           | Argent | Argent | Bronze             | Bronze | Bronze |
| ------------------------------------ | --------------------- | -- | --------------- | ---------------- | ------ | ------ | ------------------ | ------ | ------ |
| Élites                               |                       |    |                 |                  |        |        |                    |        |        |
| Course en ligne Résultats détaillés  | Julian Alaphilippe    | en | 5 h 56 min 34 s | Dylan van Baarle | +      | 32 s   | Michael Valgren    | +      | 32 s   |
| Contre-la-montre Résultats détaillés | Filippo Ganna         | en | 47 min 47 s     | Wout van Aert    | +      | 6 s    | Remco Evenepoel    | +      | 44 s   |
| Moins de 23 ans                      |                       |    |                 |                  |        |        |                    |        |        |
| Course en ligne Résultats détaillés  | Filippo Baroncini     | en | 3 h 37 min 36 s | Biniam Girmay    | +      | 2 s    | Olav Kooij         | +      | 2 s    |
| Contre-la-montre Résultats détaillés | Johan Price-Pejtersen | en | 34 min 29 s     | Lucas Plapp      | +      | 10 s   | Florian Vermeersch | +      | 11 s   |
| Juniors                              |                       |    |                 |                  |        |        |                    |        |        |
| Course en ligne Résultats détaillés  | Per Strand Hagenes    | en | 2 h 43 min 48 s | Romain Grégoire  | +      | 19 s   | Madis Mihkels      | +      | 24 s   |
| Contre-la-montre Résultats détaillés | Gustav Wang           | en | 25 min 37 s     | Joshua Tarling   | +      | 20 s   | Alec Segaert       | +      | 29 s   |

### Épreuves féminines
| Épreuves                             | Or               | Or | Or              | Argent         | Argent | Argent | Bronze               | Bronze | Bronze |
| ------------------------------------ | ---------------- | -- | --------------- | -------------- | ------ | ------ | -------------------- | ------ | ------ |
| Élites                               |                  |    |                 |                |        |        |                      |        |        |
| Course en ligne Résultats détaillés  | Elisa Balsamo    | en | 3 h 52 min 27 s | Marianne Vos   | +      | 0 s    | Katarzyna Niewiadoma | +      | 1 s    |
| Contre-la-montre Résultats détaillés | Ellen van Dijk   | en | 36 min 5 s      | Marlen Reusser | +      | 10 s   | Annemiek van Vleuten | +      | 24 s   |
| Juniors                              |                  |    |                 |                |        |        |                      |        |        |
| Course en ligne Résultats détaillés  | Zoe Bäckstedt    | en | 1 h 55 min 33 s | Kaia Schmid    | +      | 0 s    | Linda Riedmann       | +      | 57 s   |
| Contre-la-montre Résultats détaillés | Alena Ivanchenko | en | 25 min 5 s      | Zoe Bäckstedt  | +      | 10 s   | Antonia Niedermaier  | +      | 25 s   |

### Épreuve mixte
| Épreuves                                                         | Or                                                                            | Or | Or          | Argent                                                                                       | Argent | Argent | Bronze                                                                                        | Bronze | Bronze |
| ---------------------------------------------------------------- | ----------------------------------------------------------------------------- | -- | ----------- | -------------------------------------------------------------------------------------------- | ------ | ------ | --------------------------------------------------------------------------------------------- | ------ | ------ |
| Contre-la-montre par équipes en relais mixte Résultats détaillés | Allemagne                                                                     | en | 50 min 49 s | Pays-Bas                                                                                     | +      | 13 s   | Italie                                                                                        | +      | 38 s   |
| Contre-la-montre par équipes en relais mixte Résultats détaillés | Mieke Kröger Lisa Brennauer Lisa Klein Nikias Arndt Max Walscheid Tony Martin | en | 50 min 49 s | Annemiek van Vleuten Ellen van Dijk Riejanne Markus Jos van Emden Koen Bouwman Bauke Mollema | +      | 13 s   | Elena Cecchini Marta Cavalli Elisa Longo Borghini Edoardo Affini Matteo Sobrero Filippo Ganna | +      | 38 s   |

## Tableau des médailles
| Rang  | Nation          | Or | Argent | Bronze | Total |
| ----- | --------------- | -- | ------ | ------ | ----- |
| 1     | Italie          | 3  | 0      | 1      | 4     |
| 2     | Danemark        | 2  | 0      | 1      | 3     |
| 3     | Pays-Bas        | 1  | 3      | 2      | 6     |
| 4     | Grande-Bretagne | 1  | 2      | 0      | 3     |
| 5     | France          | 1  | 1      | 0      | 2     |
| 6     | Allemagne       | 1  | 0      | 2      | 3     |
| 7     | Norvège         | 1  | 0      | 0      | 1     |
| 7     | Russie          | 1  | 0      | 0      | 1     |
| 9     | Belgique        | 0  | 1      | 3      | 4     |
| 10    | Australie       | 0  | 1      | 0      | 1     |
| 10    | Érythrée        | 0  | 1      | 0      | 1     |
| 10    | Suisse          | 0  | 1      | 0      | 1     |
| 10    | États-Unis      | 0  | 1      | 0      | 1     |
| 14    | Estonie         | 0  | 0      | 1      | 1     |
| 14    | Pologne         | 0  | 0      | 1      | 1     |
| Total | Total           | 11 | 11     | 11     | 33    |